# 정읍 백운암 석불입상
정읍 백운암 석불입상(井邑 白雲庵 石佛立像)은 대한민국 전북특별자치도 정읍시 이평면에 있는 백운암의 법당 안에 모셔져 있는 높이 138cm의 화강암으로 만든 불상이다. 1998년 1월 9일 전라북도의 문화재자료 제139호로 지정되었다.

## 개요
전라북도 정읍시 이평면에 있는 백운암의 법당 안에 모셔져 있는 높이 138cm의 화강암으로 만든 불상이다.
민머리이며 목에는 3줄로 새겨진 삼도(三道)가 분명하게 나타난다. 얼굴 부분은 잘려진 것을 새로 붙여 원래의 모습을 알아보기 힘든 상태이다. 대좌(臺座)와 몸 뒤에 있는 광배(光背)를 불상과 함께 붙여서 조각하였는데 대체로 보존상태가 양호하다. 연꽃이 새겨진 대좌는 높이 31cm로 하나의 돌로 만들었으며, 위와 아래에는 폭 4cm의 띠를 둘러 경계를 지었다.

## 참고 자료
- 백운암석불입상 - 국가유산청 국가유산포털